# Raymond Firth
Sir Raymond William Firth (Auckland, 1901. március 25. – London, 2002. február 22.) új-zélandi érdemrenddel és a Brit Akadémia által kitüntetett új-zélandi etnológus. Firth etnológiai munkájának eredményeként a társadalmak tényleges magatartása (társadalmi szerveződés) különválik az idealizált viselkedési szabályoktól az adott társadalomban (társadalmi struktúra). Sokáig a Londoni Közgazdaságtudományi Egyetem antropológiai professzora volt, és úgy gondolják, hogy neki köszönhetjük azt, hogy létrehozott egyfajta brit gazdasági antropológiát.

## Életútja
Firth Wesley és Marie Firth gyermekeként született meg 1901-ben, Aucklandben, Új-Zélandon. Az Aucklandi Gimnáziumban tanult, majd az Aucklandi Egyetemen folytatta a tanulmányait, ahol közgazdaságtanból szerezte meg a diplomáját 1921-ben. A mesterképzését is ugyanitt kezdte meg 1922-ben, valamint 1923-ban szerzett egy diplomát társadalomtudományból is.
1924-ben a Londoni Közgazdasági Iskolában kezdte meg a doktori kutatását. Eredetileg úgy volt, hogy befejezi a közgazdasági tézisét, viszont egy szerencse által találkozott a kimagasló tudású szociális antropológussal Bronisław Malinowskival, akinek hatására megváltoztatta a tanulmányának a területét, és a gazdasági és antropológiai elméletét összekapcsolta a csendes-óceáni térség néprajzával. Valószínűleg ez alatt az idő alatt dolgozott együtt Angliában Sir James G. Frazerrel, mint tudományos segédmunkatárs. Firth doktori tézisét 1929-ben publikálta.
Miután megszerezte 1927-ben a PhD-jét, Firth visszatért a déli féltekére, hogy munkát vállaljon a Sydney-i Egyetemen, viszont nem töltötte be egyből a posztot, mivel egy új kutatási lehetőséggel találta szemben magát. 1928-ban először látogatott el Tikopiába, a Salamon-szigetek legdélibb pontján, hogy megvizsgálhassa az érintetlen polinéz társadalmat, amely ellenáll minden külső befolyásnak, még mindig természeti vallás jellemzi, a gazdasága pedig fejletlen. Ez egy hosszú kapcsolat kezdete volt a távoli, négy mérföld hosszú sziget 1200 lakosával, a kutatásról 10 könyvet és számos cikket írt több év alatt. Az elsők között jelent meg a We the Tikopia: A Sociological Study of Kinship in Primitive Polynesia című könyve 1936-ban, és 70 évvel később még mindig több egyetem használja az Óceániáról szóló kurzusaik alatt. 1930-ban kezdett el tanítani a Sydney-i Egyetemen.
A Londoni Közgazdasági Iskolába 1933-ban tért vissza, hogy előadás-sorozatot tartson. A feleségével, Rosemary Firthszel együtt, aki szintén elismert antropológussá vált, 1939 és 1940 között terepmunkát végzett Kelantan és Terengganu területén, Malájföldön. Firth a második világháború ideje alatt a brit haditengerészeti hírszerzésnek dolgozott, közben pedig a Naval Intelligence Division Geographical Handbook Series című könyvét írta és szerkesztette. Ez alatt az idő alatt Cambridge-ben élt, ahol az LSE háborús otthona is található.
Firth 1944-ben kiérdemelte a Londoni Közgazdasági Iskola társadalomtudományi antropológia professzori címét, és az iskolában maradt még 24 évig. Az 1940-es évek végén az Ausztrál Nemzeti Egyetem tudományos tanácsadó bizottság tagja lett Sir Howard Florey, Sir Mark Oliphant és Sir Keith Hancock társaságában.
Többször is visszatért Tikopiába kutatási szándékkal, bár az utazásai és a terepmunkák egyre nehezebbé váltak a családja miatt. Firth 1968-ban hagyta el az LSE-t, mivel elvállalta a Hawaii Egyetem állásajánlatát, és a csendes-óceániai antropológia professzora lett. Ezután tanári állásokat vállalt még a Brit Colombián (1969), a Cornell-en (1970), a Chicago-i Egyetemen (1970-1971), és a New York-i Városi Egyetemen (1971). Az "antropológia mai legnagyobb tanító tanárának" nevezték.
Miután abbahagyta a tanítást, Firth folytatta  kutatási munkáit, 100 éves koráig  dolgozott, egészen addig írt cikkeket is.  A 101. születésnapja előtt pár héttel halt meg Londonban. Édesapja 104 éves koráig élt.